# Har Geršom
Har Geršom (hebrejsky: הר גרשום) je vrch o nadmořské výšce 354 metrů v Izraeli, v Horní Galileji.
Nachází se nedaleko jihovýchodního okraje náhorní terasy Bik'at Kedeš, cca 3 kilometry jihojihovýchodně od vesnice Ramot Naftali a 3 kilometry severně od vesnice Sde Eli'ezer. Má podobu nevelkého odlesněného pahorku. Západním směrem terén postupně stoupá směrem do vysočiny při izraelsko-libanonských hranicích (například kopce Har Cvi nebo Har Jachmur). Na východní straně naopak prudce klesá do Chulského údolí, kam po severní straně pahorku stéká také vádí Nachal Geršom. Bezprostředně na západ od vlastního vrcholku se nachází nevelká planina nazývaná Bik'at Jachmur (בקעת יחמור). Okolí hory je turisticky využívané, vede sem značená stezka z nedaleké vesnice Sde Eli'ezer.